# RD-170
Le RD-170 (РД-170, Ракетный Двигатель-170 « Raketnyï Dvigatel-170 ») est un moteur-fusée brûlant du kérosène de grade RG-1 et de l'oxygène liquide de conception soviétique. Le moteur a été développé entre 1976 et 1986 par le bureau d'études du chef constructeur Valentin Glouchko implanté à Saint-Pétersbourg et est aujourd'hui commercialisé par NPO Energomach. Un RD-170 motorisait chacun des quatre propulseurs d'appoint de la fusée soviétique Energia. Une version plus puissante, le RD-171, équipe aujourd'hui le premier étage de la fusée ukrainienne Zenit. Plusieurs variantes ont été développées ces dernières années pour motoriser les lanceurs russes Angara, l'Atlas V américaine et le KSLV de la Corée du Sud. Le moteur RD-170 est jusqu'à présent le moteur-fusée multi-chambres à ergols liquides le plus puissant jamais produit (mais le moteur-fusée américain F-1 dont 5 étaient utilisés sur Saturn V, reste le plus puissant moteur à ergols liquides et chambre de combustion unique à avoir été mis en service).

## Caractéristiques techniques
Le RD-170 utilise un cycle à combustion étagée à haute pression et brûle un mélange de kérosène de grade RG-1 et d'oxygène liquide. Le RD-170 présente la particularité d'utiliser deux générateurs de gaz associés à une turbine et une turbopompe uniques développant une puissance de 190 MW et alimentant quatre chambres de combustion. Les gaz en sortie de la turbine sont réinjectés dans la chambre de combustion principale (caractéristique de la combustion étagée) ce qui lui permet d'avoir un rapport poussée/masse particulièrement élevé. Contrairement aux moteurs des Soyouz qui font appel à des moteurs vernier pour diriger la fusée, les tuyères du RD-170 sont orientables : les tuyères de la version RD-171, installées sur le lanceur Zenit, peuvent être braquées de 6,3°. Le RD-170 a une poussée de 755 tonnes modulable avec une impulsion spécifique de 303 secondes au sol (respectivement 790 tonnes et 331 secondes dans le vide). Haut de 3,78 mètres et large de 4,02 m (à cause des quatre tuyères), il pèse à vide 9,5 tonnes soit un rapport poussée/masse de 82,66. La pression à l'entrée de la chambre de combustion est encore plus élevée que dans celle du SSME de la navette spatiale américaine (250 bars au lieu de 220). À sa conception, les propulseurs d'appoint d'Energia étaient récupérables et les moteurs devaient pouvoir être réutilisés 10 fois,.

## Les versions dérivées
Plusieurs moteurs ont été développés à partir du RD-170/171.
Le moteur RD-180 équipe le premier étage des lanceurs américains Atlas III et Atlas V. Il comporte deux chambres de combustion ainsi que deux tuyères. Les deux chambres du RD-180 utilisent la même turbopompe. Le RD-180 a une poussée de 383 tonnes avec une impulsion spécifique de 311 secondes au sol (dans le vide respectivement 415 tonnes et 338 secondes). Haut de 3,28 mètres et large de 3,15 m, il pèse à vide 5,48 tonnes, soit un rapport poussée/masse de 78,44.
Le moteur RD-191 est développé depuis fin 1998 pour propulser le premier étage du nouveau lanceur russe Angara. Il est dérivé du RD-170/171 mais ne comporte qu'une seule chambre de combustion et qu'une seule tuyère. Les premiers tirs en banc d'essai ont eu lieu en 2001. Il fournit une poussée de 198 tonnes au niveau de la mer.
Le moteur RD-151 est une version du RD-191 dont la poussée est réduite à 170 tonnes. Ce moteur équipe la fusée sud-coréenne Korea Space Launch Vehicle, qui utilise une version dérivée du premier étage du  lanceur russe Angara. Le premier lancement a eu lieu le 25/8/2009,.

## Caractéristiques comparées du RD-170 et des versions dérivées
Caractéristiques techniques du RD-170 et des moteurs qui en sont dérivés.
|                                                          | RD-170/RD-171                  | RD-180           | RD-191       | RD-151  |
| -------------------------------------------------------- | ------------------------------ | ---------------- | ------------ | ------- |
| Rapport de mélange Kérosène/LOX                          | ~2,6                           | 2,72             | ~2,6         |         |
| Nombre de chambres de combustion                         | 4                              | 2                | 1            |         |
| Hauteur totale                                           | 3,78 m                         | 3,00 m           | 4,05 m       |         |
| Diamètre                                                 | 4,02 m                         | 3,56 m           | 2,00 m       |         |
| Masse à sec                                              | 9 500 kg (9750 pour le RD-171) | 5 393 kg         | 3 230 kg     |         |
| Rapport Masse/Poussée (Au niveau de la mer/dans le vide) | 1,26/1,20 kg/kN                |                  |              |         |
| Pression dans la chambre de combustion                   | 24,5 MPa (245 bars)            | 25,7 MPa         | 25,7 MPa     |         |
| Pression en sortie de tuyère                             | 0,66 MPa                       | 0,69 MPa         | 0,69 MPa     |         |
| Rapport de détente                                       | 36,87                          | 36,87            | 37           |         |
| Poussée au niveau de la mer/dans le vide                 | 7550/7900 kN                   | 3828/4152 kN     | 1985/2079 kN | 1700 kN |
| Impulsion spécifique (Au niveau de la mer/dans le vide)  | 3030/3315 Ns/kg                |                  | 3306 Ns/kg   |         |
| Utilisé par                                              | Energia et Zenit               | Atlas V et Rus-M | Angara       | KSLV    |